# Ochthebius sattmanni
Ochthebius sattmanni är en skalbaggsart som först beskrevs av Manfred A. Jäch 1992.  Ochthebius sattmanni ingår i släktet Ochthebius och familjen vattenbrynsbaggar. Inga underarter finns listade i Catalogue of Life.